# Acontia chiaromontei
Acontia chiaromontei is een vlinder van de familie van de uilen (Noctuidae). De wetenschappelijke naam van deze soort is voor het eerst voorgesteld als Cardiosace chiaromontei door Emilio Berio in een publicatie uit 1936.
De soort komt voor in Iran, Jemen, Ethiopië en Somalië.